# The Golden Bed
The Golden Bed é um filme mudo do gênero drama produzido nos Estados Unidos e lançado em 1925.